# Symphurus nebulosus
Symphurus nebulosus is een straalvinnige vissensoort uit de familie van hondstongen (Cynoglossidae). De wetenschappelijke naam van de soort is voor het eerst geldig gepubliceerd in 1883 door Goode & Bean.